# 變葉木
變葉木（学名：Codiaeum variegatum），又名灑金榕，大戟科，是常青灌木。原產於馬來西亞半島、南洋群島、爪哇、澳洲等熱帶地區。
變葉木的汁液有毒，誤食有肚痛和腹瀉等症狀。

## 形態
葉序輪生，葉有倒卵形、倒披針形、倒卵狀長橢圓形、螺旋形乃至線形等，外觀千變萬化。依葉形、長短及幅之寬窄等可概分為闊葉變葉木系、長葉變葉木系、矛形變葉木系、螺旋變葉木系、角葉變葉木系、細葉變葉木系以及母子變葉木系等。葉面散生各種形狀和顏色之斑點，整體葉色五彩繽紛，幾乎包含了所有的色彩。變葉木是觀葉植物中葉色、葉形和葉斑變化最豐富，也是最具形態美和色彩美的盆栽植物之一。
變葉木花期在9月和10月間。

## 用途
變葉木常見於辦公室等，作為室內庭園觀葉種植。

## 毒性
就如其它大戟科植物，接觸本種的枝葉乳汁可以導致一些人出現皮膚炎，其樹皮、根、乳汁、葉子均有毒，若誤食能導致嚴重腹瀉，兒童如果誤食其種子可能帶來生命危險。，其毒性來自其活性成份5-去氧巨大戟醇，也是一種疑似同致癌物。

## 圖片

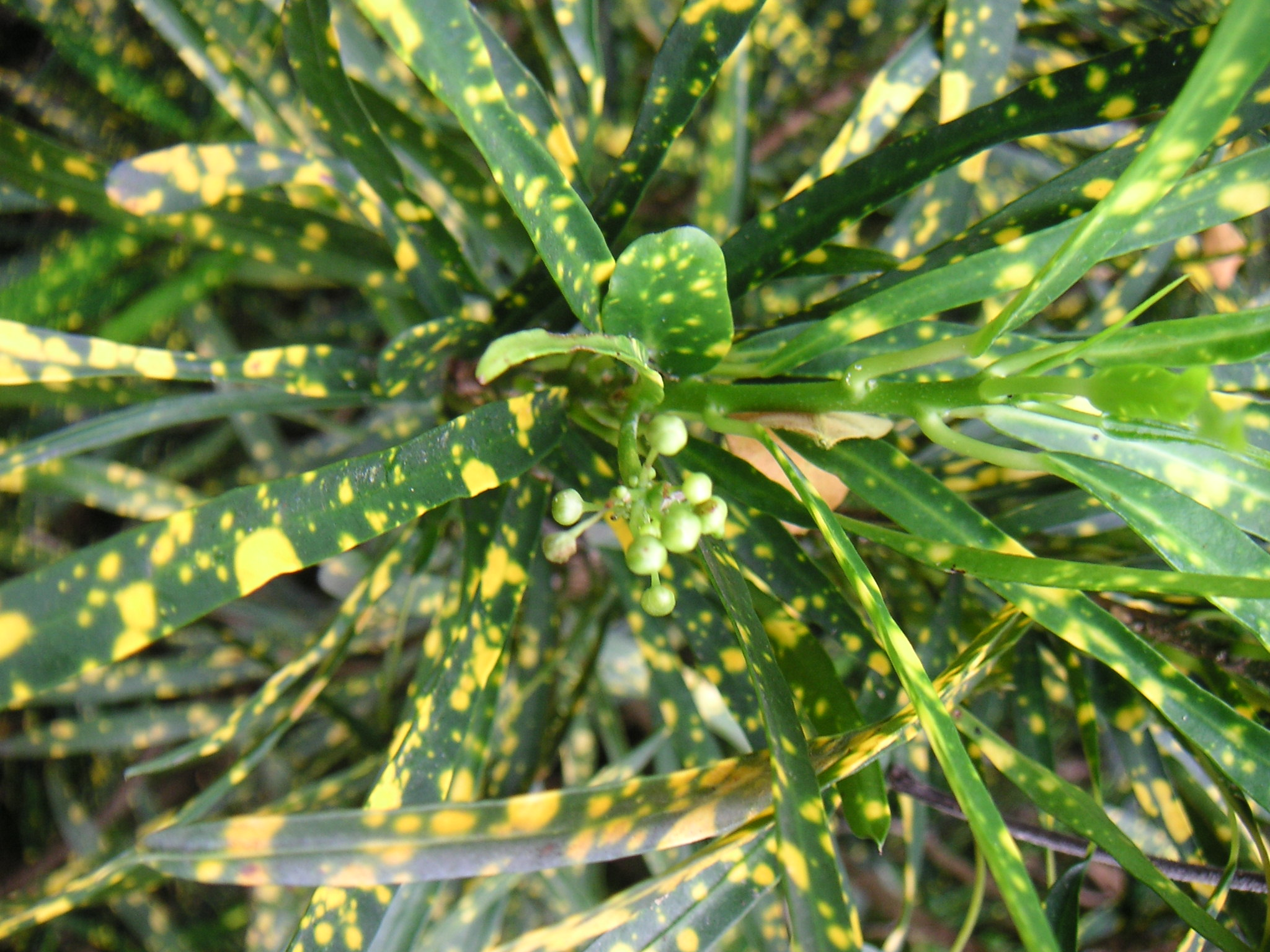
變葉灑金榕
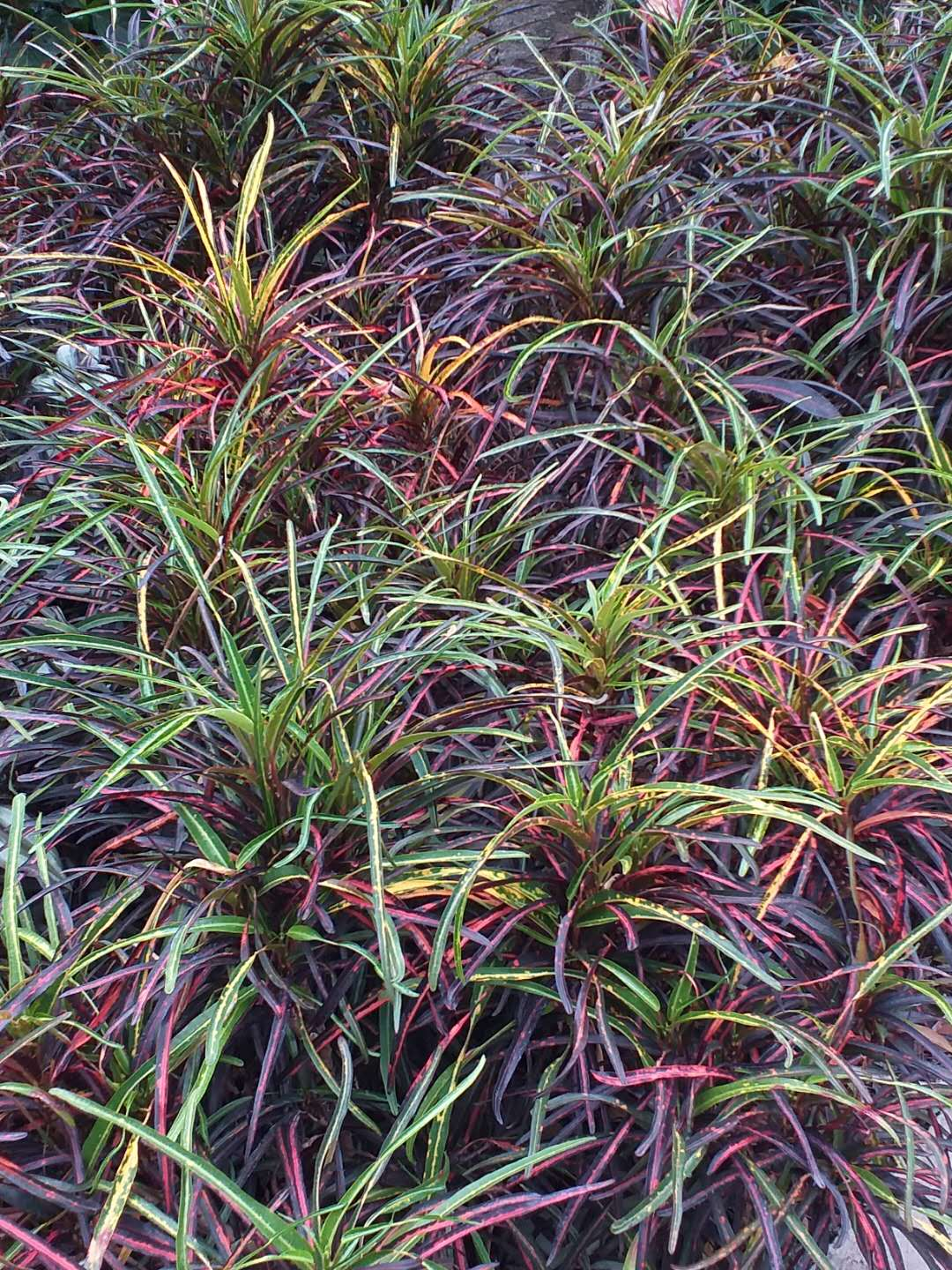
細葉變葉木
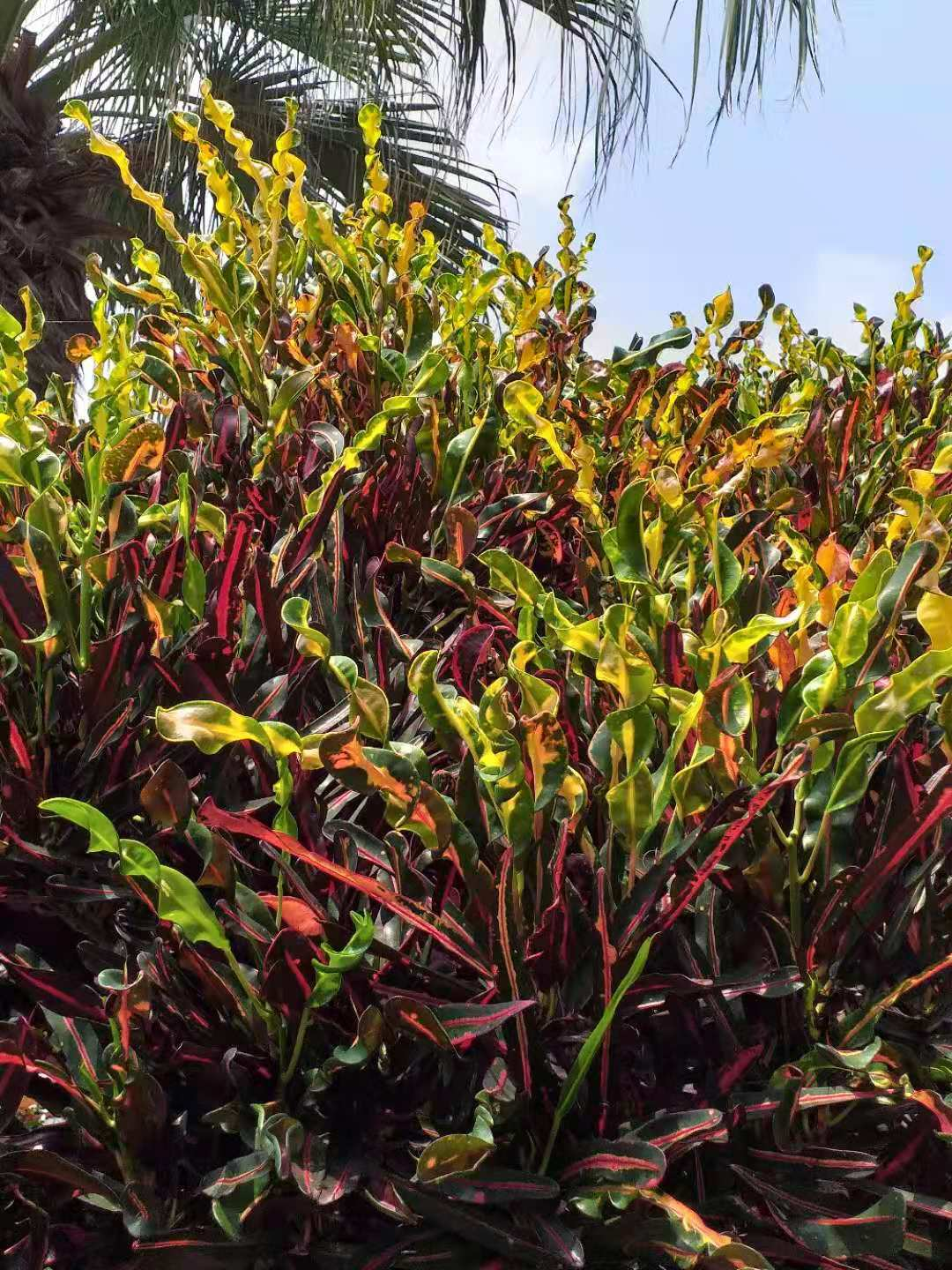
螺旋葉變葉木
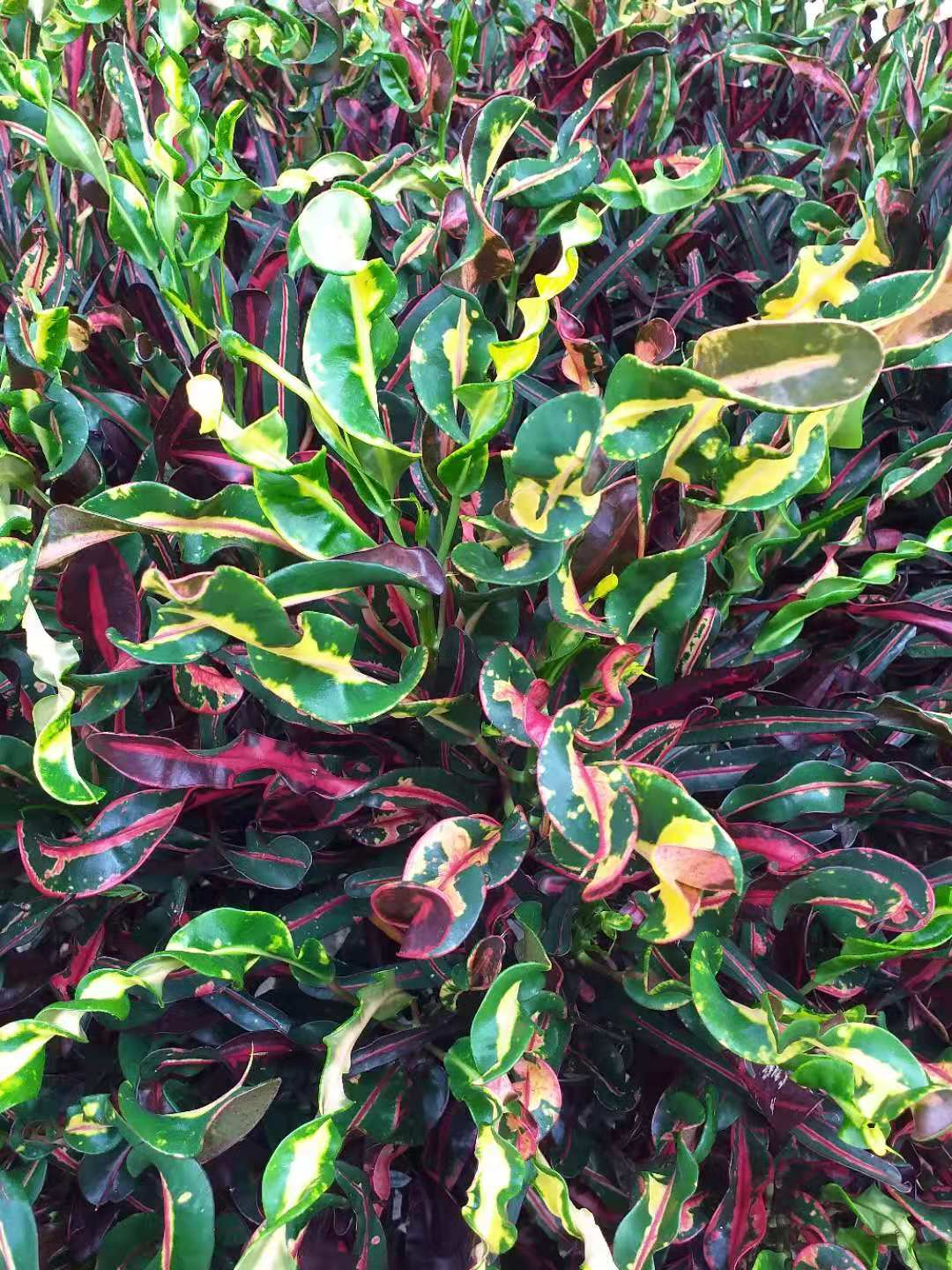
螺旋葉變葉木
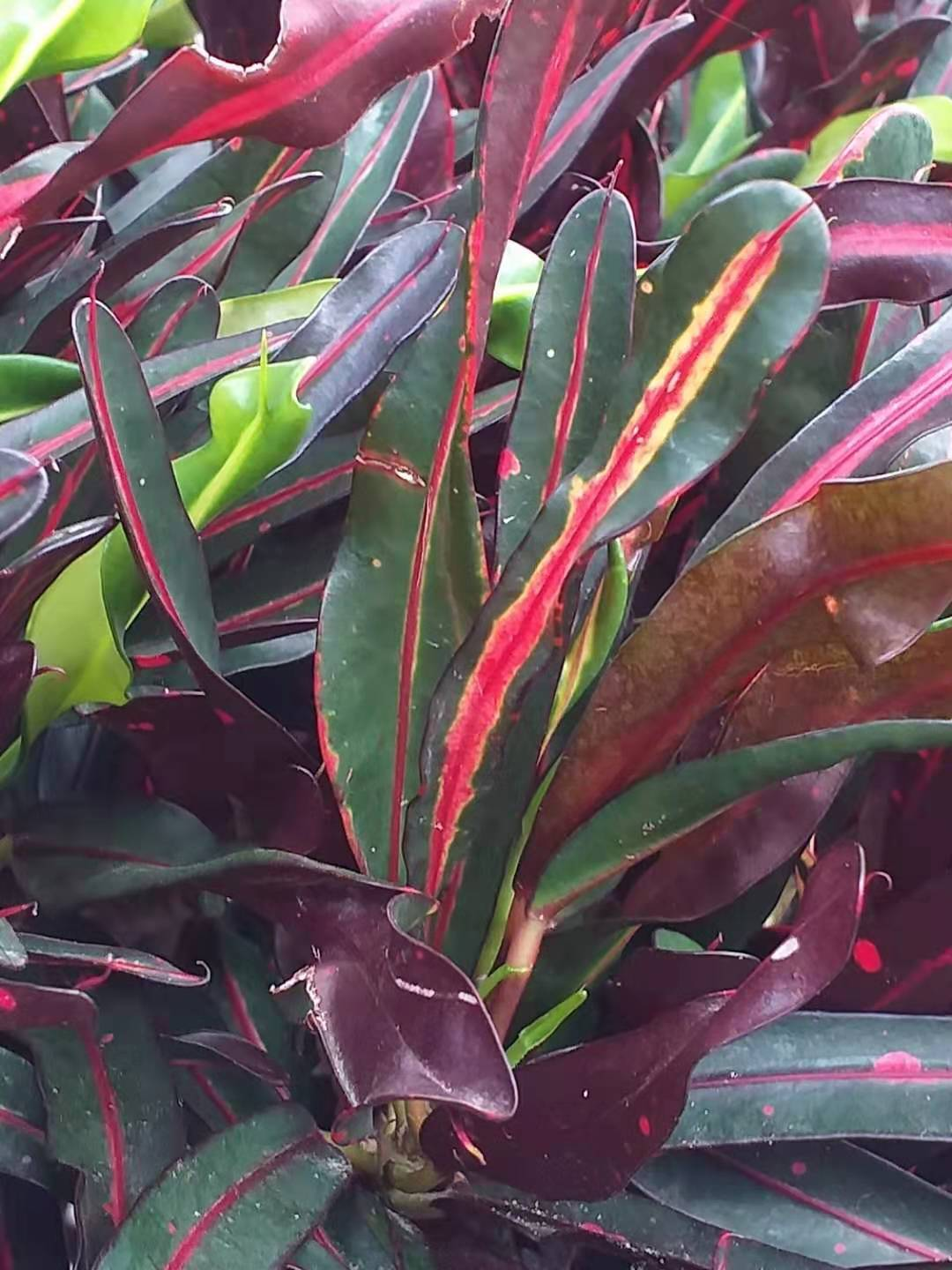
葉面主脈接近頂端時脫離葉面
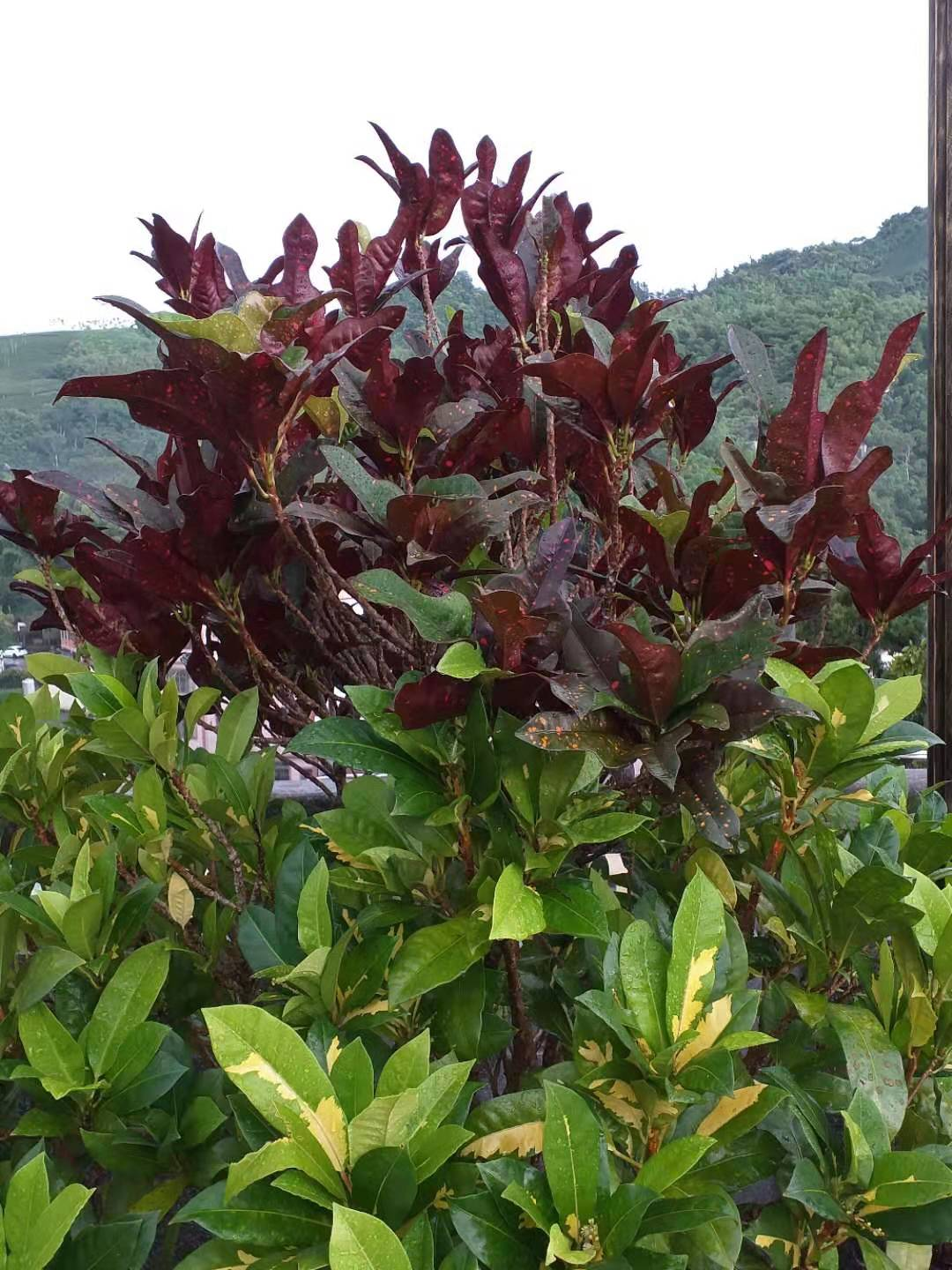
戟葉變葉木
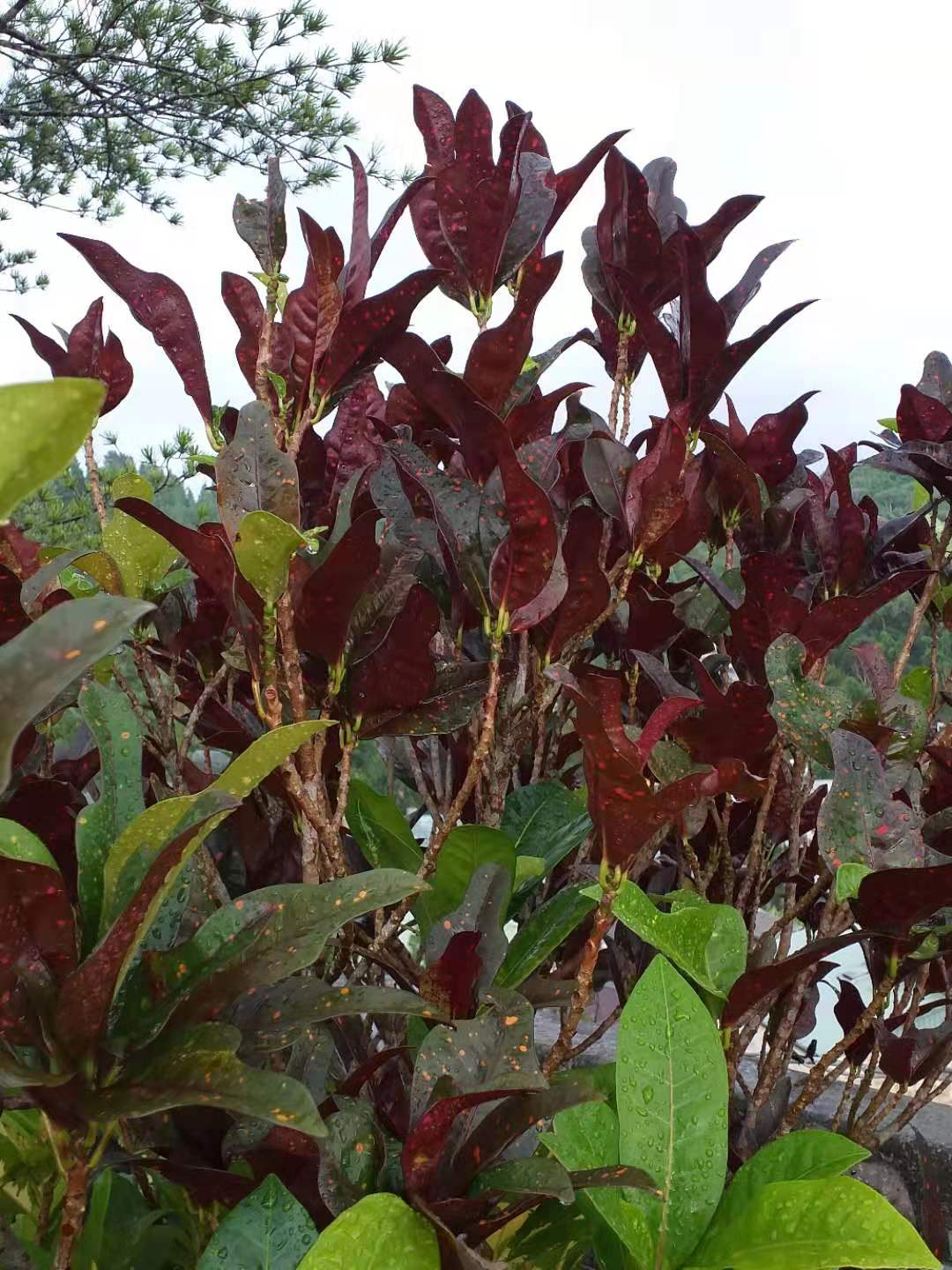
戟葉變葉木
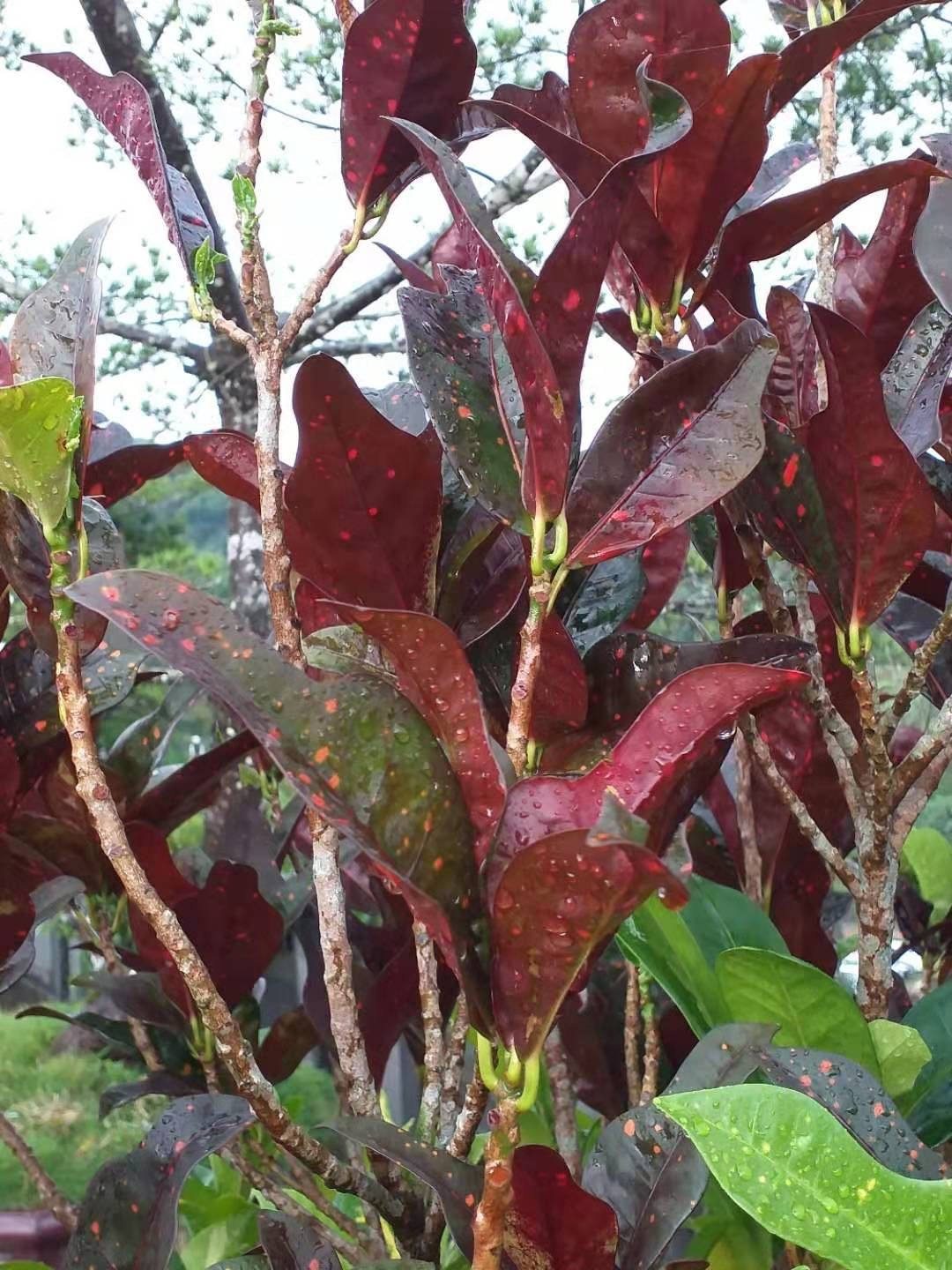
戟葉變葉木
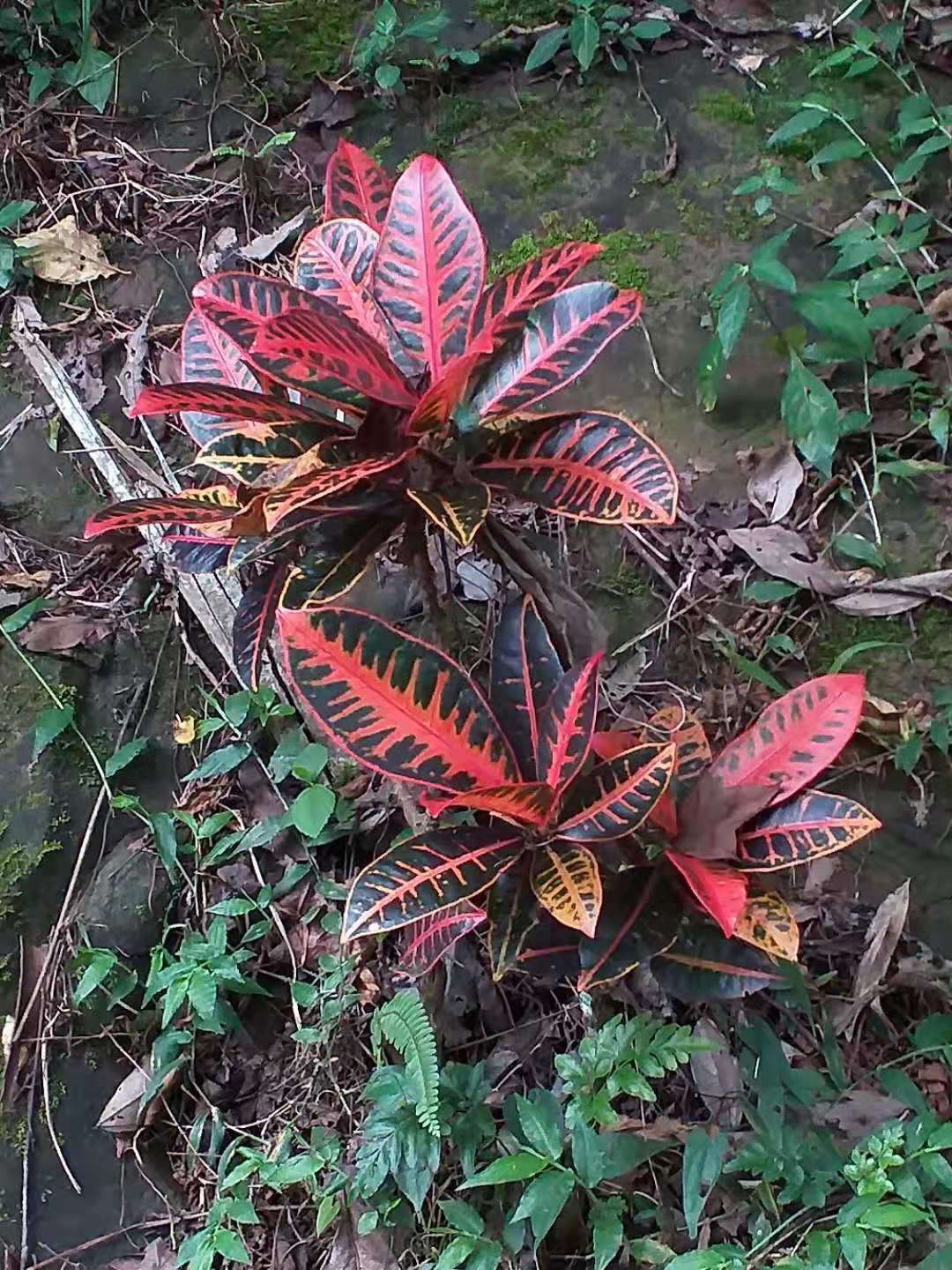
龜殼變葉木